# Zur Freiheit
Zur Freiheit ist eine Fernsehserie von Franz Xaver Bogner, die für den Bayerischen Rundfunk produziert wurde.

## Handlung
Zur Freiheit wird der neue Name der alteingesessenen, aber heruntergekommenen Schlachthofwirtschaft im Schlachthof München; die Gäste sind zumeist Metzger des Schlachthofs. Paula, die Besitzerin des Großmarkthallen-Kiosks wird von ihrem Konkurrenten zur Aufgabe gezwungen und pachtet dann das Gasthaus. Franz Xaver Bogner zeichnet ein feines Bild der Milieu-Charaktere und erzählt in jeder Folge neue Geschichten aus dem „Bauch von München“.

## Besetzung
- Ruth Drexel: „Weißwurst-Paula“ Weingartner
- Toni Berger: „Kometen-Sepp“
- Monika Baumgartner: Gerti Weingartner
- Robert Giggenbach: Hanse Weingartner
- Fred Stillkrauth: Metzgermeister Summerer
- Michaela May: „Radl-Anni“
- Ottfried Fischer: Felix Summerer
- Hans Brenner: Berghammer
- Udo Wachtveitl: „Paragraphen Fritze“
- Ernst Hannawald: „Solo“
- Gisela Fiori: Bedienung Berta
- Hans Schuler: „Metzger-Seppe“
- Wolfi Fischer: „Brieftaub’n“
- Sepp Schauer: „Lkw-Kurte“
- Michael Fitz: „Chiffre“
- Alfred Edel: „Nagel“
- Thekla Mayhoff: Sekretärin Sieglinde
- Rolf Castell: Unterstöger
- Henner Quest: „Lüngerl“
- Harald Dietl: Alfons Bielmeier
- Gabi Fischer: Bedienung Agnes
- Nini von Quast: Köchin
- Willy Harlander „Nepomuk“
- Monika Dahlberg: Franziska „Frenzi“ Rota

## Auszeichnungen
- Die Serie erhielt beste Kritiken und mehrere Preise, so auch den Goldenen Gong.
- Regisseur Franz Xaver Bogner und Ruth Drexel (stellvertretend für alle Schauspieler) wurden 1989 mit dem Adolf-Grimme-Preis in Silber ausgezeichnet.

## Sonstiges
Nach der Ausstrahlung von Zur Freiheit wurde auch das in der Münchner Zenettistraße real existierende (und dann renovierte) „Wirtshaus im Schlachthof“ ein beliebter Kulturtreffpunkt. So wurde hier unter anderem die Kabarettreihe Ottis Schlachthof mit Ottfried Fischer produziert.
Toni Berger trifft in der „Faschingsfolge“ Fata Morgana in einem Cameo-Auftritt auf sich selbst, als dem Komet während des Faschingsballs aus einem dunklen Gang im Keller der Boandlkramer entgegenkommt, aber nach kurzem Wortwechsel unverrichteter Dinge wieder in der Dunkelheit verschwindet.
Als Gast in der Folge Schein oder Sein tritt der „Isarindianer“ Willy Michl auf und singt seinen Song „Isarflimmern“. Zuvor gibt es einen Streit, da der Künstler nicht auftreten will, wenn er keine Pfannkuchensuppe bekommt. Auf diese Folge findet sich eine Anspielung in der Serie Der Bulle von Tölz. In der Folge Schonzeit fragt Ottfried Fischer alias Benno Berghammer, Willy Michl, was er für einen Streit mit seiner Mama alias Ruth Drexel hatte. Dieser entgegnet, dass es um eine Pfannkuchensuppe ging.
Den Nachnamen „Berghammer“ gibt es auch in der Serie „Zur Freiheit“. Hans Brenner spielt einen Immobilienverwalter mit diesem Namen.
In der Folge „Rufmord“ pfeift Ottfried Fischer nach Verlassen der „Freiheit“ und Übergabe der Belohnung an die alte Dame, die die Schwammerl an Hansi Weingartner verkauft hat, einen Einspieler aus der Serie „Irgendwie und sowieso“.

## Ausstrahlungsnotizen
Von Oktober 1987 bis Dezember 1988 wurde die Serie erstmals im ARD-Regionalprogramm des Bayerischen Rundfunks gesendet und später mehrfach im Dritten Programm des BR wiederholt.

## Musik
Wie in beinahe allen Fernsehserien von F. X. Bogner schrieb auch für Zur Freiheit Haindling alias Hans-Jürgen Buchner die Musik; er tritt auch als er selbst in der Serie auf und spielt das Serienlied: „Paula“.